# نیوشپرد
نیو شپرد (انگلیسی: New Shepard) یک وسیلهٔ دوباره مصرف پرتاب عمودی و فرود عمودی (VTVL) با سرنشین برای پرواز زیر مداری است، که توسط شرکت خصوصی آمریکایی بلو اریجین به عنوان یک سیستم تجاری گردشگری فضایی زیر مداری ساخته شده‌است. Blue Origin توسط بنیانگذار آمازون و مدیر عامل سابق جف بیزوس مالکیت و اداره می‌شود.
نام نیو شپرد اشاره به اولین فضانورد آمریکایی در فضا، آلن شپرد، یکی از فضانوردان اصلی از گروه هفت نفری عطارد ناسا است که با یک سیر حرکتی مشابه با نیوشپرد در سال ۱۹۶۱ به مرز فضا رسید.
پروازهای نمونه اولیه موتور و وسایل نقلیه از سال ۲۰۰۶ آغاز شد، در حالی که توسعه موتور تمام عیار از اوایل سال ۲۰۱۰ آغاز شد و تا سال ۲۰۱۵ به پایان رسید. آزمایش پرواز بدون خدمه تمام وسیله پرتاب کامل نیو شپرد (ماژول پیشرانه و کپسول فضایی) از سال ۲۰۱۵ آغاز شد.
نیوشپرد برنامه‌ریزی کرده بود که اولین پرواز آزمایشی با خدمهٔ خود را در سال ۲۰۱۹ انجام دهد، اما این پرواز تا سال ۲۰۲۱ به تأخیر افتاد و از آن زمان اعلام کرد که فروش بلیط برای پروازهای تجاری حداکثر شش نفره آغاز می‌شود. نخستین مسافر برای ۲۰ ژوئیه ۲۰۲۱ با خرید صندلی در حراج به مبلغ ۲۸ میلیون دلار بلیط خود را خریداری کرد؛ با این حال، این مسافر با حراج بعداً منصرف شد و به جای او الیور دیمن ۱۸ ساله برای پرواز؛ که با موفقیت انجام شد، انتخاب گردید.